# Рамин, Сид
Сидни Нейтан Рамин (англ. Sidney Nathan Ramin) (22 января 1919 — 1 июля 2019) — американский оркестратор, аранжировщик и композитор. В 1962 году он получил премии «Оскар» и «Грэмми» за музыку к фильму «Вестсайдская история» вместе с Солом Чаплином, Джонни Грином и Ирвином Косталом.

## Ранняя жизнь и карьера
Сидни Нейтан Рамин (англ. Sidney Nathan Ramin) (или Сидни Нортон Рамин (англ. Sidney Norton Ramin)), родившийся в 1919 году, был сыном выходца из России Эзры Рамина (англ. Ezra Ramin), специалиста по отделке окон, и Беатрис Д. (Саламофф) Рамин (англ. Beatrice D. (Salamoff) Ramin). Он вырос в районе Роксбери. Его отец играл на скрипке, а мать на фортепиано. С раннего возраста Рамин брал уроки музыки.
С подросткового возраста дружил с Леонардом Бернстайном, впоследствии известным дирижёром. Пока Бернстайн учился в Гарвардском университете, Рамин был призван в армию и несколько лет служил во Франции в спецподразделении.
После ухода с военной службы он отправился в Нью-Йорк, где оркестровал музыку для группы The Three Suns. С 1948 по 1956 годы Рамин аранжировал живые телевизионные выступления для «Шоу Милтона Берла». В ранние годы Рамин часто сотрудничал с аранжировщиком Робертом Гинзлером, в том числе при работе над мюзиклом «Цыганка». Он также получил работу в RCA Records. Вскоре после этого Леонард Бернстайн попросил его поработать над аранжировками для мюзикла «Вестсайдская история».
На премии «Оскар» 1962 года он разделил приз за лучший саундтрек к музыкальному фильму с Солом Чаплином, Джонни Грином и Ирвином Косталом за саундтрек к «Вестсайдской истории». За ту же работу они получили премию «Грэмми» 1961 года в категории Лучший альбом-саундтрек или запись оригинального состава из кино или телевидения.
После получения «Оскара» Рамин обратил свое внимание на театр, оркестровав более десятка мюзиклов, включая «Цыганку» Жюля Стайна (1959), «Wildcat» Сая Коулмана (1960), «Забавную историю, случившаюся по дороге на форум» Стивена Сондхайма (1962) и «1600 Pennsylvania Avenue» Бернстайна и Алана Джея Лернера (1976).
Рамин написал культовую музыку для «Шоу Пэтти Дьюк» в 1963 году. В 1966 году Рамин сочинил инструментальную композицию Music to Watch Girls By, которая впервые была использована в рекламе Diet Pepsi и стала хитом чартов в кавер-версии 1967 года группы The Bob Crewe Generation. В течение 1960-х и 1970-х годов Рамин написал и аранжировал множество рекламных джинглов.
Рамин получил 12 премий Clio за свою работу в рекламной индустрии. В 1999 году Американское общество музыкальных аранжировщиков и композиторов наградило Рамина премией Ирвина Костала (англ. Irwin Kostal Award), названной в честь его друга и коллеги, за его многолетнюю работу в области аранжировки, оркестровки и композиции.
Рамин был женат на певице и модели Глории Брейт (англ. Gloria Breit) с 9 января 1949 года до своей смерти. Их сын, Рональд «Рон» Рамин (англ. Ronald "Ron" Ramin), родившийся в 1953 году, также работает композитором.
22 января 2019 года Рамин отпраздновал свое 100-летие. Умер в своем доме в Нью-Йорке 1 июля того же года.

## Награды
- 1962: Оскар — Лучший саундтрек к музыкальному фильму, «Вестсайдская история»
- 1962: Грэмми — Лучший альбом-саундтрек или запись оригинального состава из кино или телевидения, «Вестсайдская история»
- 1983: Дневная «Эмми» — Лучшее достижение в области дизайна для дневного драматического телесериала, «Все мои дети»[10]

## Работы

### Телевидение
- Шоу Милтона Берла[англ.] (1948—1956)
- Скрытая камера[англ.] (1960—1975)
- Шоу Пэтти Дьюк[англ.] (1963—1966, соавтор темы)
- Чудо на 34-й улице[англ.] (1973)
- Цыганка (1993)

### Кино
- Вестсайдская история (1961)
- Как же много этих воров! (1967)
- Стилет (1969)

### Театр
- Чудесный город, (1953)
- Вестсайдская история, (1957)
- Say, Darling, (1958)
- Цыганка[англ.], (1959)
- The Girls Against the Boys, (1959)
- Vintage '60, (1960)
- Wildcat, (1960)
- The Conquering Hero, (1961)
- Kwamina, (1961)
- Я могу достать это вам по оптовой цене[англ.], (1962)
- Забавная история, случившаяся по дороге на форум[англ.], (1962)
- Sophie, (1963)
- Look Where I’m At!, (1971)
- 1600 Pennsylvania Avenue, (1976)
- Smile, (1986)
- Jerome Robbins' Broadway, (1989)
- Crazy for You, (1992)
- The Red Shoes, (1993)